# Спілка войовничих безвірників України
Спі́лка войовни́чих безві́рників Украї́ни (до 1929 — Спілка безвірників України), республіканський філіал масової антирелігійної організації «Союз Воинствующих Безбожников СССР» (1925 — 29 «Союз Безбожников СССР»).
Створена 1927 (перший конгрес 1928), існувала до початку німецько-радянської війни. Керована Аґітпропом КП(б)У, С.В.Б.У. організувала масову антирелігійну роботу, включно з атеїстичною агітацією і пропагандою, висміюванням і цькуванням духовенства і віруючих, закриванням храмів і монастирів, нищенням ікон, церковних книг тощо; видавала журнал «Безвірник» (1925–1935) та газету «Войовничий Безвірник» (1929 — 35?), а згодом тижневик «Безбожник» (1937–1941), як також неперіодичну антирелігійну літературу. Членство С.В.Б. У. обраховано на 1,4 млн (1932), здебільшого неактивне. Далі почався занепад спілки, провідні кадри якої (на чолі з Д. Ігнатюком) сильно потерпіли 1937 під час «єжовщини».
Від 1947 пропагандивні функції С.В.Б.У. перебрало республіканське Товариство для поширення політичних та наукових знань (з 1963 — республіканське товариство «Знання»), яке видає з 1960 антирелігійний місячник «Войовничий атеїст» (1965 перейменований на «Людина і світ») та атеїстичну літературу. 1972 року нараховувало 27 000 «первинних організацій» з 575 000 членів.